# Miro Kloosterman
Miro Kloosterman (Emmen, 29 februari 1980) is een Nederlands acteur en model.
In 2007 speelde Kloosterman Balistico een van de vijf hoofdrolspelers uit de serie Sportlets. Van 2014 tot en met 2017 maakte Kloosterman deel uit van de vaste cast van Goede tijden, slechte tijden als het personage Thijs Kramer. Sinds 2016 speelt hij de titelrol in de musical The Bodyguard, afwisselend met Dave Mantel en Mark van Eeuwen.

## Filmografie
- Kees & Co –  Scharrel van Mariël (2006)
- Shopping – Date / Donor (2007)
- Sportlets – Ballistico (2007)
- Heaven's dance floor (2008)
- Anubis en het pad der 7 zonden – Jongen Lusthof (2008)
- The light of the end of the tunnel – Hij (2009)
- Wat is daarop u antwoord? – Vriend (2009)
- Het leven uit een dag – Vriend Gino & Tino (2009)
- Goede tijden, slechte tijden – Thijs Kramer (2014-2017)
- Hartenstrijd – Benno (2016)